# Dumitrașcu Lăcătușu
Dumitrașcu Lăcătușu (n. 22 martie 1891, Județul Covurlui — d. 13 august 1999, București), la 108 ani, a fost ultimul veteran român al Primului Război Mondial.
În 1997 a fost decorat de Consiliul General al Municipiului București la vârsta de 106 ani.
Dumitrașcu Lăcătușu a fost inclus în albumul „La Grande Guerre”, publicat în 1998 în Franța. În acest album el era prezentat drept cel mai bătrân militar în viață dintre cei 21 de supraviețuitori ai celor Două Războaie Mondiale. Dumitrașcu Lăcătușu deține și un alt record semnificativ: este veteran a trei războaie (războiul balcanic și cele două războaie mondiale) și ultimul cavalerist român.